# Babylonská věž

Babylonská věž na obraze Pietra Brueghela z roku 1563

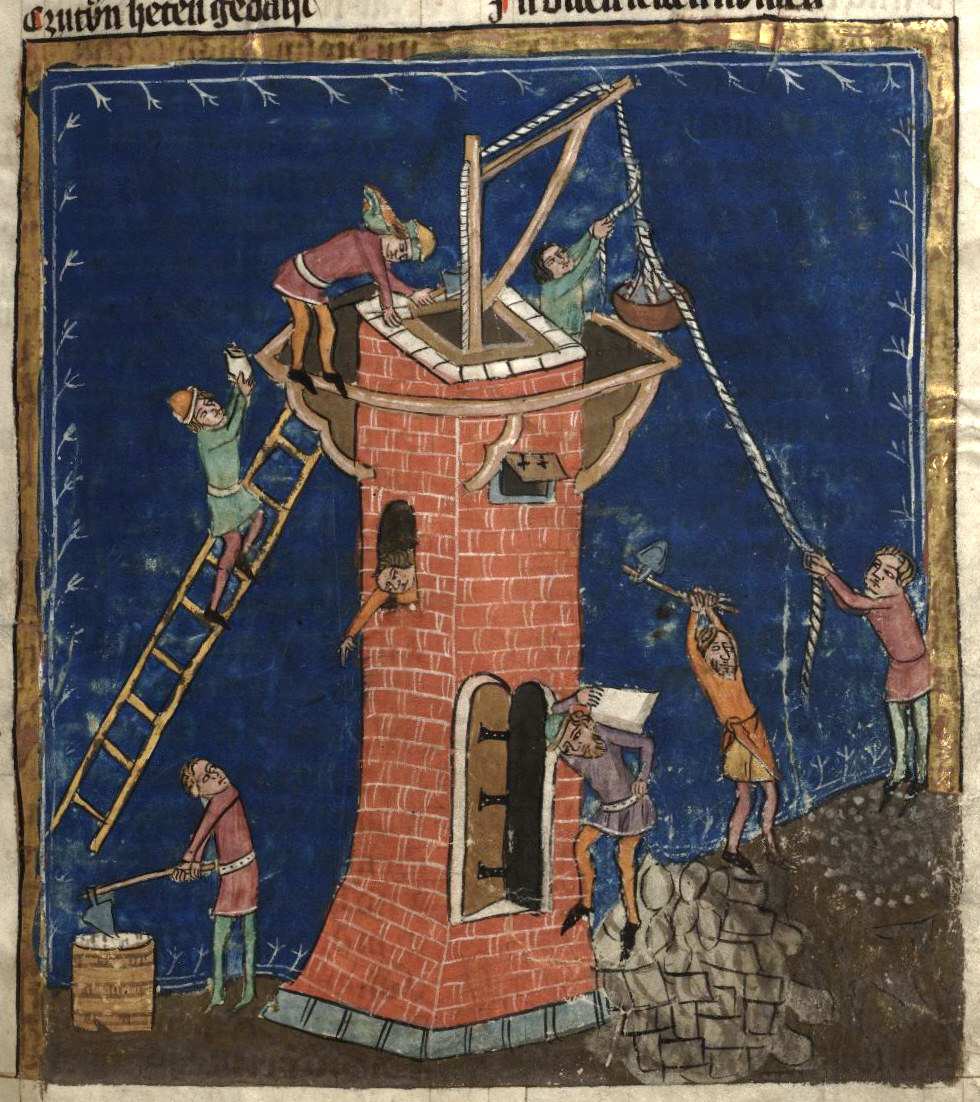
Stavba babylonské věže ve Světové kronice Rudolfa von Ems, Praha 3. čtvrtina 14. století

Babylonská věž (hebrejsky מגדל בבל‎, Migdal Bavel, arabsky برج بابل‎, Burdž Bábil) byla podle biblické knihy Genesis ohromná budova, která měla sahat až do nebe. Byla postavena na místě nazvaném posléze Bábel, což je hebrejské jméno pro Babylón. Podle Bible byli všichni lidé v době po potopě světa jednotní a mluvili společným jazykem. Lidé se rozhodli postavit město a věž až do nebe, aby sebe oslavili a nebyli rozptýleni po celé zemi. Věž tedy byla vystavěna k slávě člověka, nikoliv Boha. Bůh tehdy rozdělil dosud jediný lidský jazyk ve více jazyků a rozehnal lidi po celé zemi, protože se mu nelíbilo, že by chrám měl patřit někomu jinému než jemu samotnému.

## Vyprávění podle Genesis
Celá země byla jednotná v řeči i v činech. Když táhli na východ, nalezli v zemi Šineáru pláň a usadili se tam. Tu si řekli vespolek: „Nuže, nadělejme cihel a důkladně je vypalme.“ Cihly měli místo kamene a asfalt místo hlíny. Na to řekli: „Nuže, vybudujme si město a věž, jejíž vrchol bude v nebi. Tak si učiníme jméno a nebudeme rozptýleni po celé zemi.“ I sestoupil Hospodin, aby zhlédl město i věž, které synové lidští budovali. Hospodin totiž řekl: „Hle, jsou jeden lid a všichni mají jednu řeč. A toto je teprve začátek jejich díla. Pak nebudou chtít ustoupit od ničeho, co si usmyslí provést. Nuže, sestoupíme a zmateme jim tam řeč, aby si navzájem nerozuměli.“ I rozehnal je Hospodin po celé zemi, takže upustili od budování města. Proto se jeho jméno nazývá Bábel (to je Zmatek), že tam Hospodin zmátl řeč veškeré země a lid rozehnal po celé zemi. 
Genesis 11,1-9 CEP

## Babylonský Zikkurat
Jedna z hypotéz ztotožňuje babylonskou věž s chrámem boha Marduka v Babylóně – Etemenanki, který dosahoval výšky 91 metrů, jiné teorie ji spojují se zikkuratem v Eridu. Většina badatelů se přiklání k názoru, že biblická Babylonská věž je totožná s Mardukovým chrámem v Babylónu. Marduk byl v jisté době nejvyšším akkadským bohem, uctívaným coby dárce světla a moudrosti, pán bohů. Zikkuraty, vysoké stupňovité věže tvaru pyramidy, nebyly v tehdejší době ničím neobvyklým; stavěly se v době od 3. tis. př. n. l. do 6. stol. př. n. l. Jejich pozůstatky, většinou pouze nejnižší patro, lze navštívit v dnešním Íránu (např. poblíž Súsy) nebo Iráku (např. v Uru). Na plošině třetího poschodí zikkuratu měla být svatyně obložená modře glazurovanými cihlami s místností zasvěcenou bohu či bohům. Jednalo se o tzv. svatební komnatu, kde se král při významných svátcích rituálně tělesně spojoval s velekněžkou.